# Dampierre-sur-Avre
Dampierre-sur-Avre é uma comuna francesa na região administrativa do Centro, no departamento Eure-et-Loir. Estende-se por uma área de 18,34 km². Em 2010 a comuna tinha 759 habitantes (densidade: 41,4 hab./km²).

## Demografia
| 1962 | 1968 | 1975 | 1982 | 1990 | 1999 | 2006 | 2008 |
| ---- | ---- | ---- | ---- | ---- | ---- | ---- | ---- |
| 214  | 275  | 248  | 320  | 532  | 610  | 694  | 689  |